# Коркия, Леван Васильевич
Леван Васильевич Коркия (1913 год, Сухум, Кутаисская губерния, Российская империя — неизвестно, Сухум, Абхазская АССР, Грузинская ССР) — главный агроном районного отдела сельского хозяйства Гульрипшского района, Абхазская АССР, Грузинская ССР. Герой Социалистического Труда (1951).

## Биография
Родился в 1913 году в Сухуме. Окончил агрономический факультет Сухумского государственного педагогического института имени А. М. Горького. Трудился в сельском хозяйстве Абхазской АССР.
В послевоенные годы — главный агроном отдела сельского хозяйства Гульрипшского района. Благодаря его деятельности сельскохозяйственные предприятия района за короткое время достигли довоенного уровня производства. В 1949 году обеспечил перевыполнение в целом по району плана сбора цитрусовых плодов на 22,5 %. Указом Президиума Верховного Совета СССР от 19 апреля 1951 удостоен звания Героя Социалистического Труда за «перевыполнение плана сбора урожая цитрусовых плодов в 1950 году» с вручением ордена Ленина и золотой медали «Серп и Молот» (№ 5843).
Этим же указом званием Героя Социалистического Труда были награждены первый секретарь Гульрипшского райкома Валериан Николаевич Джикия, председатель Гульрипшского райисполкома Владимир Константинович Бечвая и заведующий отделом сельского хозяйства Николай Соломонович Качарава.
После выхода на пенсию проживал в Сухуме. Дата смерти не установлена (скончался после 1968 года).
Награды
- Герой Социалистического Труда
- Орден Ленина
- Орден «Знак Почёта» (02.04.1966)